# Makar'evskij rajon
Il Makar'evskij rajon (in russo Макарьевский район?) è un rajon dell'Oblast' di Kostroma, nella Russia europea; il capoluogo è Makar'ev.